# ديانغلو هال
ديانغلو هال (بالإنجليزية: DeAngelo Hall)‏ هو لاعب كرة قدم أمريكية أمريكي، ولد في 19 نوفمبر 1983 في تشيسابيك في الولايات المتحدة.

## وصلات خارجية
- الموقع الرسمي
- ديانغلو هال على موقع مرجع كرة القدم المحترفة.كوم (الإنجليزية)